# 侯庭督
侯庭督（1912年7月30日—1984年11月25日），族名紱衡，字鈞權。遼寧省遼陽縣東北朱崖村人。民國37年（1948年）在大連市選區當選第一屆立法委員

## 生平[1][2][3][4]
- 國立北平師範大學畢業
- 北平弘達學院教授
- 財政部田賦管理委員會督導[5]
- 財糧兩部清糧委員會委員
- 糧食部田賦署科長[6]
- 中國國民黨大連特別市黨部書記長
- 東北前鋒日報社社長
- 太平洋公證股份有限公司總經理
- 行政院二等糧政獎章
- 民國73年11月25日病逝[7]